# Недзьвяди (Каліський повіт)
Недзьвяди (пол. Niedźwiady) — село в Польщі, у гміні Желязкув Каліського повіту Великопольського воєводства.
У 1975-1998 роках село належало до Каліського воєводства.